# Kimbetopsalis
Kimbetopsalis es un género extinto de mamífero del Cretácico y Paleógeno de Nuevo México, Estados Unidos. Fue un miembro del extinto orden Multituberculata, que alcanzaba 90 centímetros de longitud y pesaba 10 kilogramos, es un miembro de la superfamilia Taeniolabidoidea. Apareció en la tierra hace unos 70 millones de años, en la época de los dinosaurios y se extinguió hace 40 millones de años, a finales del Eoceno. Fue descubierto por la estudiante Carissa Raymond, de la Universidad de Nebraska-Lincoln.